# Atractylis
Atractylis és un gènere de plantes angiospermes de la família de les asteràcies (Asteraceae). Són plantes natives d'Europa, Pakistan, Afganistan, Àsia occidental, nord d'Àfrica i Somàlia.

## Descripció
Són plantes herbàcies anuals o perennes. Les fulles en roseta basal però també caulinars, són espinoses, dentades a pinnatisectes i es diposen de manera alterna en el cas de les caulinars. Les flors es troben agrupades en capítols solitaris o en corimbes, homògams o heterògams, discoides o ligulats. L'involucre acostuma a tenir dues fileres de bràctees. Totes les flors són hermafrodites. El fruit és un aqueni oblongo-obcònic amb pèls llargs i papus.

## Taxonomia
Aquest gènere va ser publicat per primer cop l'any 1753 al segon volum de l'obra Species Plantarum del botànic suec Carl von Linné (1707-1778).

### Espècies
Dins del gènere Atractylis es reconeixen les 27 espècies següents:
- Atractylis arabica Rech.f.
- Atractylis arbuscula Svent. & Michaelis
- Atractylis aristata Batt.
- Atractylis auranitica Rech.f.
- Atractylis babelii Hochr.
- Atractylis boulosii Täckh.
- Atractylis caerulea Batt.
- Atractylis caespitosa Desf.
- Atractylis cancellata L.
- Atractylis carduus (Forssk.) C.Chr.
- Atractylis cryptocephala (Baker) F.G.Davies
- Atractylis delicatula Batt. ex L.Chevall.
- Atractylis delvarii Mozaff.
- Atractylis echinata Pomel
- Atractylis humilis L.
- Atractylis kentrophylloides (Baker) F.G.Davies
- Atractylis mernephthae Asch. & Schweinf. & Letourn.
- Atractylis phaeolepis Pomel
- Atractylis phazaniae Corti
- Atractylis polycephala Coss.
- Atractylis preauxiana Sch.Bip.
- Atractylis prolifera Boiss.
- Atractylis serrata Pomel
- Atractylis serratuloides Sieber ex Cass.
- Atractylis sojakii Rech.f.
- Atractylis tutinii Franco
- Atractylis yemensis Podlech

### Sinònims
Els següents noms científics són sinònims heterotípics d'Atractylis:
- Acarna All.
- Anactis Cass.
- Attractilis Hall. ex Scop.
- Cirsellium Gaertn.
- Crocodilina Bubani
- Spadactis Cass.